# Château de Charlottenlund
Le château de Charlottenlund (Charlottenlunds slott) est un château suédois situé en Scanie à huit kilomètres d'Ystad. Il a été construit en 1849 en style néomédiéval romantique par le futur chef du gouvernement suédois, le comte Arvid Posse (1820-1901). Il a été acheté en 1902 par le Danois Jacob Lachmann, dont les descendants sont toujours propriétaires. Il est entouré d'un domaine de 664 hectares, principalement céréalier, et d'un parc de 122 hectares.

## Source
- (sv) Cet article est partiellement ou en totalité issu de l’article de Wikipédia en suédois intitulé « Charlottenlunds slott » (voir la liste des auteurs).